# Daubeuf-Serville
Daubeuf-Serville is een gemeente in het Franse departement Seine-Maritime (regio Normandië) en telt 322 inwoners (1999). De plaats maakt deel uit van het arrondissement Le Havre.

## Geografie
De oppervlakte van Daubeuf-Serville bedraagt 7,8 km², de bevolkingsdichtheid is 41,3 inwoners per km².
De onderstaande kaart toont de ligging van Daubeuf-Serville met de belangrijkste infrastructuur en aangrenzende gemeenten.

## Demografie
Onderstaande figuur toont het verloop van het inwonertal (bron: INSEE-tellingen).